# Sportverein FC Könen
Der Sportverein FC Könen 1920 e.V. ist ein deutscher Sportverein mit Sitz im Stadtteil Könen der rheinland-pfälzischen Stadt Konz im Landkreis Trier-Saarburg.

## Geschichte

### Fußball

#### Nachkriegszeit
Die Fußball-Mannschaft stieg spätestens zur Saison 1949/50 in die zu dieser Zeit zweitklassige Landesliga Rheinland auf. Mit 14:30 Punkten konnte in dieser Saison die Spielklasse über den zehnten Platz der Staffel Süd auch knapp gehalten werden. Mit lediglich 15:37 Punkten stieg die Mannschaft dann am Ende der nächsten Saison jedoch wieder ab.

#### Heutige Zeit
In der Saison 2002/03 spielte der Verein in der Kreisliga B Kreis Trier/Saarburg und belegte dort mit 30 Punkten den neunten Platz. Mit 52 Punkten gelang dann nach der Saison 2005/06 der zweite Platz, womit die Mannschaft in die Kreisliga A aufsteigen konnte. Dort konnte man sich dann in der darauffolgenden Saison mit 32 Punkten auf dem achten Platz positionieren. Nach der Spielzeit 2008/09 ging es dann mit nur 25 Punkten über den 13. Platz jedoch wieder runter in die Kreisliga B. Hier gelang dann mit 57 Punkten gleich in der Saison 2009/10 die Meisterschaft und damit der direkte Wiederaufstieg. Diesmal konnte man sich länger in der Spielklasse halten, musste dann nach der Saison 2012/13 mit lediglich 17 Punkten als letzter wieder absteigen. Bis zur Meisterschaft und dem nächsten Wiederaufstieg sollte es dann bis zur Saison 2015/16 dauern. Dort spielt die Mannschaft auch noch bis heute.